# Bikacsök

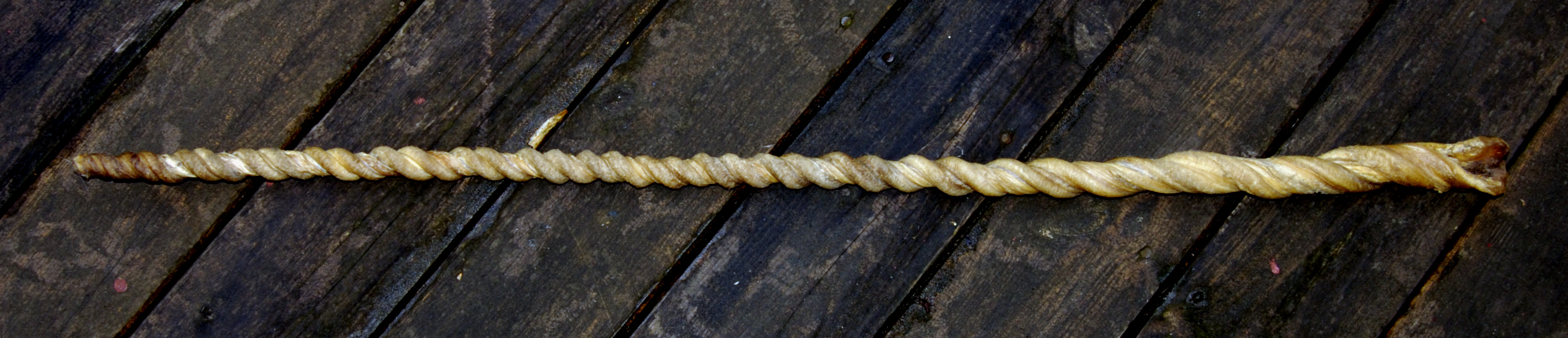
Bikacsök

A bikacsök bikák hímvesszőjéből készített, többnyire fegyverként használt bot.

## Elkészítése
A hímtag elkészítésének két főbb módja van: kinyújtott állapotban egyszerűen megszárítják, vagy vasrudat vezetnek át rajta és több helyen átkötözik, majd megszáradás után a kötéseket eltávolítják és így gumós botot nyernek.[forrás?]

## Használata
Az elkészített bikacsök a gumibothoz, viperához hasonló módon használható támadó vagy védekező eszközként. A korábban is csak viszonylag szűk körben használt bikacsököket napjainkra szinte teljesen kiszorították a modernebb és esztétikusabb műanyag-, fém- és gumibotok.
Újabban egészben (kb. 1 m) vagy darabolva (kb. 10 cm) kutyacsemegeként forgalmazzák, ma már szinte kizárólag ilyen célra használják.